# Alpek
Alpek, S.A.B. de C.V. (conocida comúnmente como Alpek), es una empresa multinacional mexicana manufacturera de químicos fundada el 18 de abril de 2011 en San Pedro Garza García, Nuevo León, México. Es el productor más grande de PET y PTA de América y el único productor de polipropileno y caprolactama en México. Es la segunda subsidiaria más grande del conglomerado industrial Alfa, representando el 33% de sus ingresos  en 2015.  Además, es la empresa de químicos más grande de México según la revista Expansión.
Alpek opera 21 plantas en México, los Estados Unidos, Brasil, Argentina y Chile, y emplea a 5,000 personas.
Alpek está formada por 5 empresas que producen más de 5.6 millones de toneladas anuales, Grupo Petrotemex (PTA/PET), Indelpro (Polipropileno), Styropek (EPS), Polioles, Unimor y Univex (Caprolactam).
Alpek comenzó a cotizar en la Bolsa Mexicana de Valores el 26 de abril de 2012. Sus acciones son parte del IPC, principal índice accionario de la Bolsa Mexicana de Valores, y del S&P Latin America 40, el cual incluye las acciones de las compañías Blue Chip latinoamericanas más líquidas.